# Hugh Everett III
Hugh Everett III (11 de novembro de 1930 – 19 de julho de 1982) foi um físico estadunidense que propôs a interpretação de muitos mundos (IMM) da física quântica, que ele chamou formulação do "estado relativo".
Abandonou a física após completar seu Ph. D., desanimado pela falta de respostas a suas teorias pelos outros físicos. Desenvolveu o uso de Multiplicadores de Lagrange na investigação operacional e aplicou esta comercialmente como analista de defesa e consultor. Foi casado com Nancy Everett née Gore, com quem teve dois filhos, Mark Oliver Everett (vocalista da banda Eels) e Elizabeth Everett.

## Vida e educação
Everett nasceu e cresceu em Washington, D.C.. Após a Segunda Guerra Mundial, o pai de Everett foi mandado para a Alemanha Ocidental, e Hugh visitou Leipzig na Alemanha Oriental, em 1949. Graduou-se na Universidade Católica da América em 1953 em engenharia química, e então recebeu uma bolsa da Fundação Nacional da Ciência, que lhe permitiu frequentar a Universidade de Princeton. Iniciou seus estudos na Universidade de Princeton no Departamento de Matemática trabalhando no então novo campo da teoria dos jogos, mas seguiu lentamente em Física. Em 1953 ele começou a ter suas primeiras aulas de física, notavelmente Introdução à Física Quântica com Robert Dicke.

## Muitos mundos em Princeton e depois
Para seu segundo ano, em Princeton, a partir de 1954, ele se mudou para o Departamento de Física. Seu curso principal naquele ano foi de Métodos de Física Matemática com Eugene Wigner, embora ele permaneceu ativo em matemática e apresentou um trabalho sobre a teoria dos jogos militares em dezembro. Ele passou seus exames em geral, na Primavera de 1955, ganhando assim o seu Mestrado, e depois começou a trabalhar na sua tese que (muito) depois o tornaria famoso. Ele trocou de orientador de tese para John Wheeler há algum tempo, em 1955, escreveu um par de artigos curtos sobre a teoria quântica e completou o seu extenso trabalho, Ondas Mecânicas Sem Probabilidade em abril de 1956, mais tarde renomeado como A Teoria da Função de Onda Universal, e, eventualmente, defendeu sua tese depois de algum atraso na primavera de 1957. Nesta dissertação, Everett fez uma afirmação extraordinária de que, como as ideias quânticas estavam funcionando tão bem nas escalas muito pequenas, elas deviam ser consideradas seriamente durante todo o tempo através da nossa escala. Tudo em nosso universo sendo feito de matéria quântica, portanto tudo deveria ser considerado uma imensa onda quântica de possibilidades existindo simultaneamente. Todas as possibilidades acontecem, você só não sabe disso. Um pequeno artigo, que foi um compromisso entre Everett e Wheeler sobre como apresentar o conceito e quase idêntico à versão final de sua tese, apareceu em Reviews of Modern Physics Vol 29 # 3 454-462, (julho 1957), acompanhada por uma revisão de apoio por Wheeler. O mundo da física deu pouca atenção. Everett já havia deixado a academia para o trabalho da defesa.
A dissertação de Everett foi digitada pela secretária departamental da Universidade de Princeton, Nancy Gore, com quem se casou no ano seguinte.
Durante Março e Abril de 1959, a pedido de Wheeler, Everett visitou Copenhagen, em férias com sua esposa e filha, a fim de conhecer Niels Bohr, o "pai da interpretação de Copenhague da mecânica quântica". A visita foi um tremendo desastre; Everett era simplesmente incapaz de comunicar a ideia central de que a função de onda deveria ser considerada como um campo real clássico, o que era simplesmente uma heresia para Bohr e os outros em Copenhague. O abismo conceitual entre as suas posições era simplesmente demasiado grande para permitir uma reunião de mentes; Léon Rosenfeld, um dos seguidores de Bohr, falando sobre a visita de Everett, descreveu Everett como sendo "indescritivelmente estúpido e não poderia entender as coisas mais simples na mecânica quântica". Everett mais tarde descreveu a experiência como "um inferno ... condenado desde o início".
Em 1962, Everett aceitou um convite para apresentar a formulação do estado-relativo (como ainda era chamado) em uma conferência sobre os fundamentos da mecânica quântica realizada na Universidade Xavier de Cincinnati. Na sua apresentação Everett mostrou sua derivação da probabilidade e também explicitamente que os observadores em todos os ramos da função de onda eram igualmente válidos. Ele também concordou com uma observação que o número de ramos da função de onda universal era um conjunto infinito.